# Enrique Porta
Enrique Porta Guíu (Villanueva de Gállego, Zaragoza, España, 17 de diciembre de 1944), conocido como Porta, es un exjugador de fútbol español. Fue el primer jugador aragonés en proclamarse máximo goleador de la Primera División de España, y asimismo, el primer y único futbolista del Granada Club de Fútbol que lo conseguiría en dicha categoría.

## Trayectoria
Empezó su trayectoria en equipos locales para pasar en edad juvenil a las categorías inferiores del Real Zaragoza. Sin embargo, su explosión como goleador fue en la Sociedad Deportiva Huesca, la temporada 1967-68, cuando marcó 34 goles, en Tercera. Tras esa campaña fichó por el Granada Club de Fútbol de la Primera División de España. Fichaje, que fue importantísimo en las arcas del club oscense, ya que, gracias a dicha aportación económica, se podrían acometer las obras del nuevo campo de fútbol en los terrenos adyacentes al Cerro de San Jorge, donde se alzaría a la postre el Estadio El Alcoraz, el cual es aún a día de hoy el actual terreno de juego de la entidad azulgrana.
Sus inicios en el club granadino fueron complicados. En su primera campaña fue obligado a jugar de defensa y apenas disputó cinco partidos. Al año siguiente, la temporada 1969-70, fue descartado por el técnico Néstor Rossi y obligado a jugar en el equipo filial, a pesar de tener 26 años. La temporada 1970-71 volvió al primer equipo, pero no jugó con asiduidad hasta el año siguiente. Esa temporada, la 71-72, anotó 20 goles y obtuvo el Trofeo Pichichi al máximo goleador de la Liga. Pese a despertar el interés del F. C. Barcelona y el Real Madrid, siguió en el Granada C. F. hasta 1975. Luego volvió a su Aragón natal para jugar dos temporadas en el Real Zaragoza, antes de retirarse jugó en el Tarrasa y de nuevo en la SD Huesca, temporada 78/79.
Cabe reseñar que durante gran parte de la historia del Granada C. F. fue el máximo goleador del equipo en Primera División.
Desde 1997 el estadio municipal de su localidad natal, Villanueva de Gállego, y del club de la misma, el Villanueva Club de Fútbol, se denomina Estadio Enrique Porta en su honor. En 2008 este recinto fue sustituido por otro de nueva construcción, aunque conservando el nombre de Enrique Porta.

## Clubes
| Club           | País   | Año       |
| -------------- | ------ | --------- |
| S. D. Huesca   | España | 1964-1968 |
| Granada C. F.  | España | 1968-1975 |
| Real Zaragoza  | España | 1975-1977 |
| Terrassa F. C. | España | 1977-1978 |
| S. D. Huesca   | España | 1978-1979 |

## Palmarés

### Distinciones individuales
| Distinción      | Club          | Categoría        | Temporada |
| --------------- | ------------- | ---------------- | --------- |
| Trofeo Pichichi | Granada C. F. | Primera División | 1971-72   |